# Wrzosowa (gmina)

Gmina na tle zmieniającego się podziału administracyjnego powiatu częstochowskiego

Wrzosowa  (do 1931 Huta Stara) – dawna gmina wiejska, istniejąca w latach 1931–1954 w woj. kieleckim, katowickim i stalinogrodzkim (dzisiejsze woj. śląskie). Siedzibą władz gminy była Wrzosowa.
Gminę Wrzosowa utworzono 9 września 1931 roku w powiecie częstochowskim w woj. kieleckim w związku z przemianowaniem gminy Huta Stara na Wrzosowa. Po wojnie gmina przejściowo zachowała przynależność administracyjną, lecz już 6 lipca 1950 roku została wraz z całym powiatem częstochowskim przyłączona do woj. katowickiego (od 9 marca 1953 pod nazwą woj. stalinogrodzkie).
1 lipca 1952 roku część obszaru gminy Wrzosowa (gromadę Błeszno oraz część gromady Brzeziny Małe obejmującą osiedle Bór i przysiółek Wypalanki) przyłączono do Częstochowy. Według stanu z 1 lipca 1952 roku gmina Wrzosowa składała się z 7 gromad: Brzeziny Małe, Brzeziny Wielkie, Brzeziny Wielkie kol., Huta Stara "A", Huta Stara "B", Nowa Wieś i Wrzosowa. Jednostka została zniesiona 29 września 1954 roku wraz z reformą wprowadzającą gromady w miejsce gmin. 
Po reaktywowaniu gmin z dniem 1 stycznia 1973 roku gminy Wrzosowa nie przywrócono, a jej dawny obszar wszedł głównie w skład gminy Poczesna oraz Częstochowy (Brzeziny).